# Suspiria De Profundis
Suspiria De Profundis (ovvero Sospiri dal Profondo), anche noto semplicemente come Suspiria, è una raccolta di saggi scritti nel 1845 dal giornalista e scrittore inglese Thomas de Quincey. È il seguito di Le confessioni di un mangiatore d'oppio e, a sua volta, verrà seguito da Il postale inglese.
L'opera si basa su alcuni sogni fatti dall'autore il quale scrisse la storia dopo una visita a Milano e un soggiorno nella casa dei conti Imbonati (piazza San Fedele), incuriosito dalla storia di fantasmi e maledizioni che facevano di casa Imbonati una casa stregata. Tra le pagine del libro, si fa largo un sogno fatto da de Quincey quando ancora si trovava ad Oxford. 
L'autore sostiene di avere sognato la dea latina Levana, che gli presentava tre donne, le "Nostre Signore del Dolore". Esse hanno tre nomi latini: la prima, la maggiore, si chiama Mater Lacrimarum (Nostra Signora delle Lacrime); la seconda delle sorelle è Mater Suspiriorum (Nostra Signora dei Sospiri); la terza, la più giovane, è Mater Tenebrarum (Nostra Signora delle Tenebre).

## Struttura e contenuto
Il libro è strutturato in sette capitoli:
- Sognare
- Il palinsesto del cervello umano
- Visione della vita
- Sospiri di rievocazione
- Savannah - La - Mar
- La figlia del Libano
- Levana e le "Nostre Signore del Dolore"

"Levana e le "Nostre Signore del Dolore" non è che il capitolo conclusivo di Suspiria De Profundis, ma in questo breve passo, rivela tutta la sua creatività e il radicamento della sua fede, creando proprio l'antitesi di questa, ovvero le tre "Matres", le madri del dolore.

### Mater, Mater!
L'autore descrive dettagliatamente le tre Matres:
"La maggiore delle tre è chiamata Mater Lacrimarum, Nostra Signora delle Lacrime. È lei che notte e giorno delira e geme, invocando volti scomparsi. Ella fu a Rama, quando si udì un suono di lamenti: Rachele che piangeva i suoi figli, rifiutando ogni conforto. Ella fu a Betlemme nella notte in cui la spada di Erode spazzò dalle sue case gli Innocenti e si irrigidirono per sempre i piccoli piedi che trotterellando per le stanze svegliavano nel cuore dei familiari palpiti di amore non inosservati in cielo.
I suoi occhi sono di volta in volta dolci e astuti, intensi e assonnati; spesso si levano verso le nubi; spesso sfidano il cielo. Porta sul capo un diadema. E dai ricordi dell'infanzia sapevo che ella poteva allontanarsi sui venti quando udiva il singhiozzare delle litanie, o il tuonare degli organi o quando osservava l'adunarsi delle nubi estive. È questa sorella, la maggiore, che porta alla cintura chiavi più che apostoliche che aprono ogni capanna e ogni palazzo. So che ella sedette tutta la scorsa estate al capezzale del mendicante cieco, quello con cui così spesso e volentieri mi fermavo a parlare, e la cui pia figliuola di otto anni, dal volto luminoso, resisteva alle tentazioni dei giochi e dell'allegria del villaggio per camminare tutto il giorno lungo le strade polverose col suo infelice padre. Per questo atto, Dio le inviò una grande ricompensa. Nella primavera dell'anno e quando anche la sua primavera germogliava, Egli la richiamò a sé. Ma il padre cieco la piange in eterno; ancora egli sogna ad alta notte che la piccola mano che lo guidava è stretta nella sua; e ancora si sveglia in una tenebra che è ora avvolta in una seconda tenebra più profonda. La stessa Mater Lacrimarum ha anche trascorso tutto questo inverno 1844-45 nella camera dello Zar a rievocargli l'immagine di una figlia (non meno pia), che salì a Dio non meno improvvisamente e lasciò dietro a sé una tenebra non meno profonda. È grazie al potere di queste chiavi che Nostra Signora delle Lacrime s'insinua, intrusa spettrale, nelle camere degli uomini insonni, delle donne insonni, dei bambini insonni, dal Gange al Nilo, dal Nilo al Mississippi. E lei, perché è la primogenita del suo casato ed ha l'impero più vasto, onoreremo col titolo di «Madonna»."
Con Mater Lacrimarum de Quincey cerca la personificazione della Disperazione.
"La seconda delle sorelle è chiamata Mater Suspiriorum, Nostra Signora dei Sospiri. Non scala mai le nuvole, né si allontana sui venti. Non porta diadema. E i suoi occhi, se pur qualcuno potesse vederli, non sarebbero né dolci né astuti; nessun mortale saprebbe leggere in essi la loro storia; li troverebbe pieni di sogni morenti e relitti di estasi dimenticate. Ma ella non alza gli occhi; il suo capo, su cui è posato un turbante in brandelli, è in eterno reclinato, è in eterno nella polvere. Non piange, non geme. Ma sospira impercettibilmente a intervalli. Sua sorella, Madonna, è spesse volte tempestosa e frenetica, inveisce a gran voce contro il cielo e chiede che le rendano i suoi cari. Ma Nostra Signora dei Sospiri non grida mai, non sfida mai, non sogna aspirazioni ribelli. È umile fino all'abiezione. La sua è la sottomissione di chi non spera. Può mormorare, ma solo in sogno. Può sussurrare, ma solo tra sé nella penombra. Brontola, talvolta, ma solo in luoghi solitari, desolati come lei è desolata, in città diroccate e quando il sole è sceso al suo riposo. Questa sorella è la visitatrice del paria, dell'ebreo, dello schiavo al remo nelle galere mediterranee; del criminale inglese nell'isola di Norfolk, cancellato dal libro dei ricordi nella dolce, lontana Inghilterra; di chi si è pentito ormai invano e sempre ritorna con lo sguardo a una tomba solinga che gli appare come l'altare demolito di un passato e sanguinoso sacrificio, altare su cui ogni offerta è ormai vana, sia per implorare il perdono, sia per tentare una riparazione. Ogni schiavo che a mezzodì guardi il sole tropicale con timido rimprovero, mentre con una mano addita la terra, nostra madre comune ma per lui matrigna, e con l'altra addita la Bibbia, nostra maestra comune, ma sigillata e a lui preclusa; ogni donna che sieda nelle tenebre, senza amore che la protegga, senza speranza che illumini la sua solitudine, perché i divini istinti che accendono nella sua natura i germi di quei santi affetti posti da Dio nel suo seno di donna, sono stati soffocati dalle esigenze sociali e si consumano ora inutilmente ardendo tetri, come le lampade negli antichi sepolcri; ogni monaca defraudata della sua primavera, che più non ritorna, da parenti malvagi che Dio giudicherà; ogni prigioniero in ogni carcere; tutti quelli che sono traditi e tutti quelli che sono respinti; i reietti dalla legge della tradizione e i figli della disgrazia ereditaria: tutti costoro si accompagnano a Nostra Signora dei Sospiri. Anch'ella porta una chiave ma ne ha poco bisogno. Poiché ella regna soprattutto fra le tende di Seni e fra i vagabondi senza casa di ogni paese. Pure ella trova albergo fra gli uomini di più alto rango; e perfino nella gloriosa Inghilterra vi sono alcuni che di fronte al mondo portano la testa alta come la renna superba, eppure in segreto hanno ricevuto il suo marchio sulla fronte."
Mater Suspiriorum, invece è la personificazione dello sconforto più totale, di chi non si ribella al proprio destino.
Ma la Mater più terribile di tutte è la terza: la personificazione dell'omicidio, della pazzia, della Morte. Mater Tenebrarum.
"Ma la terza sorella, che è anche la più giovane ...! Ssst! Abbassiamo la voce quando parliamo di lei. Il suo regno non è grande, altrimenti non vi sarebbe più vita; ma dentro quel regno il suo potere è assoluto. Il suo capo, coronato di torri come quello di Cibele, si erge fin quasi a celarsi allo sguardo. Non si china mai; e i suoi occhi sollevandosi così in alto potrebbero esser nascosti dalla distanza. Ma, quali essi sono, non possono essere nascosti; attraverso il triplice velo di crespo che ella porta, la fiera luce di un'ardente sofferenza, che mai non ha posa al mattutino o ai vespri, al mezzodì o alla mezzanotte, alla marea crescente o alla marea calante, può esser veduta da terra. Ella sfida Iddio. Ella è anche la madre delle follie; l'ispiratrice dei suicidi. Molto si affondano le radici del suo potere; ma ristretto è il numero di coloro su cui domina. Poiché ella può avvicinare solo coloro in cui una natura profonda è stata sconvolta da un'intima convulsione; coloro in cui il cuore trema e il cervello vacilla sotto i colpi combinati di tempeste interne ed esterne. Madonna si muove con passi incerti, rapidi o lenti, ma sempre con tragica grazia. Nostra Signora dei Sospiri si trascina timida e furtiva. Ma questa più giovane sorella si muove con moti imprevedibili, a scatti e con salti da tigre. Non porta chiavi; poiché sebbene venga di rado fra gli uomini apre a forza tutte le porte che le è permesso di varcare. Il suo nome è Mater Tenebrarum, Nostra Signora delle Tenebre. "

## Influenza culturale
Il romanzo del 1977 di Fritz Leiber, "Nostra signora delle tenebre" fa riferimento nel titolo all'opera di De Quincey, e ne cita un passo nell'incipit.
Il concetto delle tre Matres è stato ripreso ed ampliato dal regista italiano Dario Argento con la cosiddetta Trilogia delle Tre Madri, iniziata nel 1977 con Suspiria, con riferimento a Mater Suspiriorum, è proseguita nel 1980 con Inferno, che aveva come "protagonista" Mater Tenebrarum, per poi finire nel 2007 con La terza madre, che aveva come soggetto l'ultima Mater: Mater Lacrimarum.
Ulteriori adattamenti cinematografici ispirati all'opera sono Il gatto nero, film del 1989 di Luigi Cozzi e Suspiria, film del 2018 diretto da Luca Guadagnino.